# Corvallis (Oregon)

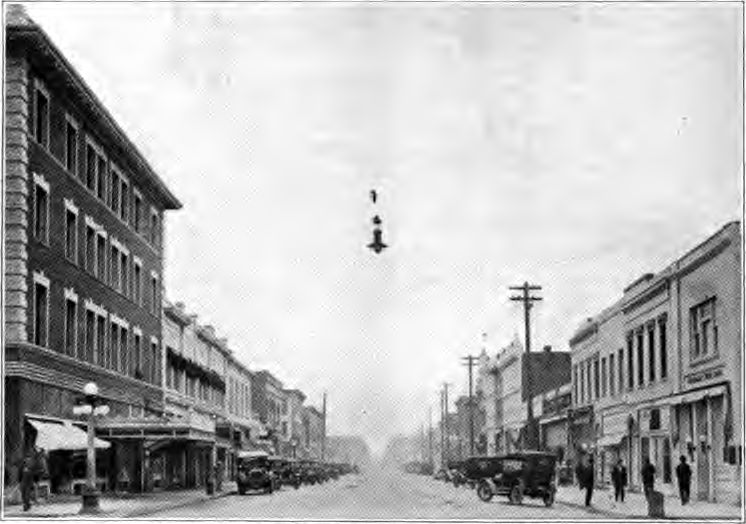
A belváros 1920 körül

Corvallis (kiejtése: kɔːrˈvælɪs) (eredetileg Marysville) az Amerikai Egyesült Államok északnyugati részén, Oregon állam Benton megyéjében helyezkedik el, egyben a megye székhelye is. A 2010. évi népszámláláskor 54 462 lakosa volt. A város területe 37,04 km², melyből 0,44 km² vízi.
A város az Oregoni Állami Egyetem székhelye, itt van a regionális egészségügyi ellátóközpont, valamint a Hewlett-Packard egy kutatóbázisa is.
Nyugati 123° 17’ pozíciójával az USA 50 000 főnél nagyobb lakosú települései között a legnyugatibb elhelyezkedésű.

## Történet

### Megalapítás
Az első telepes az 1845 októberében kelet felől ideérkező Joseph C. Avery volt. Avery a Marys-folyó Willamette-folyóba torkolló pontjánál telepedett le; 1846 júniusában felépített egy faházat, mivel a helyszínt jövedelmezőnek látta. A férfi ezzel az épülettel lényegében kijelölte a mai déli városrész határait.
A Willamette-folyó partjainak közelében hamarosan újabb telepesek jelentek meg, például az 1846 szeptemberében az északi oldalon kijelölt 259 hektáros területre beköltöző William F. Dixon. Miután Kaliforniában 1848-ban aranyat találtak, a helyi növekedés alábbhagyott; többek között ősszel Avery is inkább a bányászatban próbálta ki magát. Avery 1849 januárjában visszatért Oregonba, és meg akart hozni néhány rendeletet, valamint egy bolt megnyitását is a fejébe vette.
A bolt megnyitása után a helyiek megkérdezésével megalapult Marysville település. Egy elmélet szerint a név egy korai telepes, Mary Lloyd előtt tiszteleg, de ma inkább úgy gondolják, hogy a francia szőrmekereskedők által a Szűz Mária után elnevezett Mária-csúcsról kapta nevét.
1851 nyarán Joseph Avery és William Dixon telkeikből 16-16 hektárt ajánlott fel az új törvényszékhez; Avery telke délen, Dixoné pedig északon volt.

### Névváltoztatás
1853 októberében az 5. törvényhozó tanács összeült Salemben, hogy megvitassák a névváltoztatási javaslatokat. Az egyik azt szerette volna elérni, hogy a település nevét Thurstonra vagy Valenára módosítsák; ugyanekkor egy másik benyújtott javaslattal azt szerették volna elérni, hogy Salem nevét Corvallisra (latinul „a völgy szíve”) változtassák. A felsőházban egy harmadik kérelmet is bemutattak, ami a nevet Marysville-re vagy Corvallisra módosítaná.
Heves vitát követően a Corvallis név mellett döntöttek; a módosító rendelet december 20-án lépett életbe. A Marysville nevet azért utasították el, mert a postakocsi-útvonalon Kaliforniában már volt egy ilyen nevű közösség.

### A városi rang elnyerése
Az erősen megosztott törvényhozásban egy csoport azt szerette volna elérni, hogy Corvallis legyen az oregoni terület fővárosa, ezért 1855 decemberében még azelőtt összehívták a 6. testületet, hogy annak tagjai visszatérjenek Salembe, ami a cím legesélyebb jelöltje volt.
Corvallis városi rangot 1857. január 29-én kapott.

### 19. századi növekedés
1889-től három éven át meredeken növekedett a népesség, amelynek főként az L. L. Hurd által létrehozott erőmű volt az oka. Ekkor felgyorsultak a fejlesztések, köz- és magánberuházások keretében felépült a törvényszék, villamosvonalat terveztek, a Monroe és Jackson sugárutak közé malmot építettek, valamint felépült a ma Julian Hotelként ismert Hotel Corvallis.
Később egy vagongyár is épült, majd a település útjai is fejlődtek. A környékbeli területek bekebelezése révén a város földrajzilag a duplájára nőtt. Megtervezték a víz- és szennyvízrendszereket és meghatározták ezek szolgáltatási körzetét, valamint a villamos erőmű a város tulajdonába került. Az adóbevételek növelésének reményében kampányt indítottak, amellyel a lakosságszám és a beruházási kedv növekedését kívánták elérni. Ez a próbálkozás sikertelennek bizonyult; 1892-re visszaállt a normális fluktuáció, a városnak ekkorra 150 000 dollárnyi adóssága volt.

## Földrajz és éghajlat

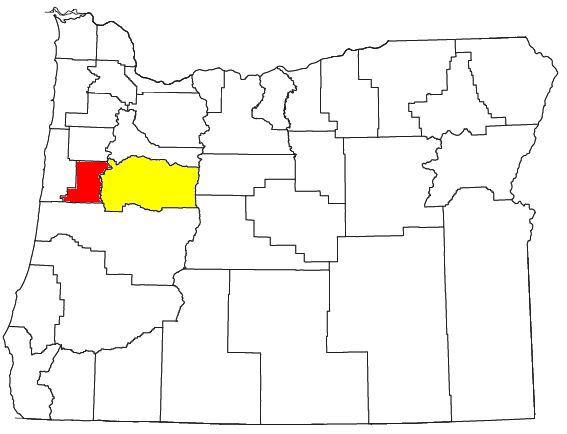
Pirossal jelezve a corvallisi, sárgával pedig az albany-i és lebanoni agglomeráció

### Földrajz
Corvallis tengerszint feletti magassága 72 méter. A város a Willamette-völgy középső részén, Newporttól és a partvidéktől 74 km-re keletre, Portlandtől 137 km-re és Salemtől 48 km-re délre, Albanytől 16 km-re délnyugatra, az Interstate 5-től 16 km-re nyugatra és Eugene-től, valamint Springfield-től 77 km-re északra helyezkedik el. A települést három másodrendű út is átszeli: az észak–dél irányú 99W-, a Newport felé haladó 20-as-, valamint a nyugati irányban 90 km-re lévő Waldport felé futó 34-es (utóbbi keettő kelet-nyugati irányú). Corvallis a Willamette-folyó 131–132-es távolságjelzőjének határán helyezkedik el.
Corvallist a szomszédos Linn megyével a Van Buren utcai híd köti össze.

### Éghajlat
A Willamette-völgy többi részéhez hasonlóan Corvallis is a meleg nyári szubtrópusi égöv alatt található (más néven hideg nyári mediterrán – a Köppen-skálán Csb-vel jelölve). Az éves átlaghőmérséklet enyhe; a nyarak melegek és szárazak, a telek pedig csapadékosak és erősen felhősek. A tavaszok és őszök nyirkosak és változóan felhősek, esetenként tartósabban is előfordulhat enyhe esőzés.
A téli havazás ritka, és az esetenként lehulló néhány centiméter sem marad meg egy napnál tovább, viszont az északnyugati dombokon több is eshet. A tél közepén tartósabb záporok után vastag ködréteg képződhet, ami akár egész nap megmarad, ez a látóhatárt akár 6,1 méterre is lecsökkentheti. Ez a földfelszínhez közel kialakuló köd gyakran a következő viharzóna kialakulásáig fennmarad.
A lehulló eső mennyisége a város különböző pontjain nagyban eltérő, ennek oka, hogy a város az oregoni partvidék keleti határán fekszik, viszont egy része beleesik annak hatászónájába. Az éves átlagos csapadékmennyiség az északnyugati részeken 168,7 mm, a település közepén elhelyezkedő egyetem területén viszont csak 110,9 mm.
A partvidék közelsége miatt a Willamette-völgy többi részéhez képest alacsonyabb hőmérsékletek a jellemzőek, főleg a magasabb részeken. A minimum hőmérséklet -15,5 °C-kal kevesebb, mint a 137 km-re északra fekvő Portlandben; ennek ellenére ritka, hogy a hőmérséklet fagypont alá csökkenjen.
A legcsapadékosabb a november–január, a legszárazabb pedig a július–augusztus közötti időszak. A legmelegebb hónap augusztus, a leghidegebb pedig december.
| Hónap                                          | Jan.  | Feb.  | Már.  | Ápr. | Máj. | Jún. | Júl. | Aug. | Szep. | Okt. | Nov.  | Dec.  | Év    |
| ---------------------------------------------- | ----- | ----- | ----- | ---- | ---- | ---- | ---- | ---- | ----- | ---- | ----- | ----- | ----- |
| Rekord max. hőmérséklet (°C)                   | 19,0  | 20,0  | 24,0  | 29,0 | 36,0 | 39,0 | 41,0 | 42,0 | 39,0  | 33,0 | 22,0  | 19,0  | 42,0  |
| Átlagos max. hőmérséklet (°C)                  | 8,3   | 10,6  | 13,4  | 15,9 | 19,5 | 23,0 | 27,3 | 28,0 | 25,1  | 18,6 | 11,8  | 8,0   | 17,5  |
| Átlaghőmérséklet (°C)                          | 4,6   | 6,3   | 8,3   | 10,2 | 13,1 | 16,1 | 19,2 | 19,4 | 17,1  | 12,0 | 7,6   | 4,5   | 11,6  |
| Átlagos min. hőmérséklet (°C)                  | 0,9   | 1,9   | 3,1   | 4,4  | 6,7  | 9,2  | 11,0 | 10,8 | 9,0   | 5,4  | 3,3   | 1,0   | 5,6   |
| Rekord min. hőmérséklet (°C)                   | −18,0 | −17,0 | −11,0 | −4,0 | −2,0 | 1,0  | 3,0  | 3,0  | −3,0  | −6,0 | −10,0 | −22,0 | −22,0 |
| Átl. csapadékmennyiség (mm)                    | 164   | 145   | 117   | 76   | 58   | 37   | 15   | 18   | 37    | 77   | 176   | 189   | 1109  |
| Forrás: US Climate Data és The Weather Channel |       |       |       |      |      |      |      |      |       |      |       |       |       |

## Népesség

### 2010
A 2010-es népszámláláskor a városnak 54 462 lakója, 22 283 háztartása és 10 240 családja volt. A népsűrűség 1488 fő/km2. A lakóegységek száma 23 423, sűrűségük 640 db/km2. A lakosok 83,8%-a fehér, 1,1%-a afroamerikai, 0,69%-a indián, 7,3%-a ázsiai, 0,33%-a a Csendes-óceáni szigetekről származik, 2,8%-a egyéb, 4%-a pedig kettő vagy több etnikumú. A spanyol vagy latino származásúak aránya 7,4% (5,7% mexikói, 0,2% Puerto Ricó-i, 0,1% kubai, 1,5% egyéb spanyol vagy latino származású.)
A háztartások 20,7%-ában élt 18 évnél fiatalabb. 35,3% házas, 7% egyedülálló nő,  54% pedig nem család. 33,2% egyedül élt; 8,9%-uk 65 éves vagy idősebb. Egy háztartásban átlagosan 2,22 személy élt; a családok átlagmérete 2,82 fő.
A medián életkor 26,2 év volt. A város lakóinak 14,9%-a 18 évesnél fiatalabb, 32,4% 18 és 24 év közötti, 22,9%-uk 25 és 44 év közötti, 19,3%-uk 45 és 64 év közötti, 10,5%-uk pedig 65 éves vagy idősebb. A lakosok 50,3%-a férfi, 49,7%-a pedig nő.

### 2000
A 2000-es népszámláláskor  a városnak 49 322 lakója, 19 630 háztartása és 9969 családja volt. A népsűrűség 1347,6 fő/km2. A lakóegységek száma 20 909, sűrűségük 571,3 db/km2. A lakosok 86%-a fehér, 1,2%-a afroamerikai, 0,8%-a indián, 6,4%-a ázsiai, 0,3%-a a Csendes-óceáni szigetekről származik, 2,5%-a egyéb-, 2,8%-a pedig kettő vagy több etnikumú. A spanyol vagy latino származásúak aránya 5,7% (4% mexikói, 0,2% Puerto Ricó-i, 0,1% kubai, 1,5% pedig egyéb spanyol/latino származású.)
A háztartások 24%-ában élt 18 évnél fiatalabb. 40,8% házas, 7,2% egyedülálló nő; 49,2% pedig nem család. 31,5% egyedül élt; 7,5%-uk 65 éves vagy idősebb. Egy háztartásban átlagosan 2,26 személy élt; a családok átlagmérete 2,88 fő.
A város lakóinak 17,7%-a 18 évesnél fiatalabb, 20,1% 18 és 24 év közötti, 26,9%-uk 25 és 44 év közötti, 16,9%-uk 45 és 64 év közötti, 10,1%-uk pedig 65 éves vagy idősebb. A medián életkor 27 év volt. Minden 100 nőre 99,2 férfi jut; a 18 évnél idősebb nőknél ez az arány 98,4.
A háztartások medián bevétele 35 236 amerikai dollár, ez az érték családoknál $53 208. A férfiak medián keresete $40 770, míg a nőké $29 390. A város egy főre jutó bevétele (PCI) $19 317. A családok 9,7%-a, a teljes népesség 20,6%-a élt létminimum alatt; a 18 év alattiaknál ez a szám 21,7%, a 65 évnél idősebbeknél pedig 6%.

### Vallás
1903-ban a magát Joshuának nevező német–amerikai vallási vezető, Franz Edmund Creffield (kb. 1870–1906) megalapította a keresztény–pünkösdista „Holy Rollers” mozgalmat.
Corvallis a felmérések szerinti ateista régióban („vallás nélküli öv”) fekszik. A tízévente megjelenő összegzés 2003-ban Benton megyét az USA legkevésbé vallásos megyéjeként mutatta ki. A felmérés szerint 4-ből csak 1 ember tartozik a 149 vizsgált egyház vagy mozgalom egyikéhez. Az arány abból is adódhat, hogy a megyében inkább a tanulmány által nem listázott, egyéb csoportok népszerűbbek.

## Gazdaság
A fő foglalkoztató a belváros szélén elhelyezkedő Oregoni Állami Egyetem. Nagyobb munkáltatók még: Samaritan Health Services, CH2M HILL, SIGA Technologies, Evanite Fiber, ONAMI és Hewlett Packard; utóbbi a város északkeleti oldalán kutatóbázist tart fenn. A munkahelyek koncentrálódása és a diverzitás hiánya miatt a város a „Yes Corvallis” („Igen Corvallis”) szlogennel indított weblapon próbál még több vállalatot a településre csábítani. A mezőgazdasági hivatal kutatási osztálya üzemelteti a városban található Nemzeti Klonális Csíraplazma Raktárat, amely gyümölcsök, csonthéjasok és egyéb magok mintáit őrzi.
Corvallis 2008-ban a Fortune Small Business életminőséget és munkalehetőségeket sorbaállító 100-as listáján a 48. helyet érte el. E lista szerint Portland (6. hely) után Corvallis a második legideálisabb helyszín vállalkozás indításához. A listán még két oregoni település szerepel: Bend (87. hely) és Eugene (96. hely).

## Városvezetés
A város első embere 1994-től 2006-ig Helen Berg volt, aki a város első női polgármestere, egyben legtovább hivatalában lévő vezetője is. Az önkormányzat két képviselője is a Zöld Párt tagja. Corvallist jelenleg a 2014-ben megválasztott Biff Traber vezeti.

## Művészetek és kultúra

### Évente megrendezett események
- Da Vinci-napok és az ehhez kapcsolódó, szoborkülsőbe öltöztetett kétéltűjármű-verseny[38]
- A Corvallisi Őszi Fesztivál Central Park-i éves művészeti eseménye; ezt 1972 óta rendezik meg[39]

### Múzeumok és egyéb érdekes helyek

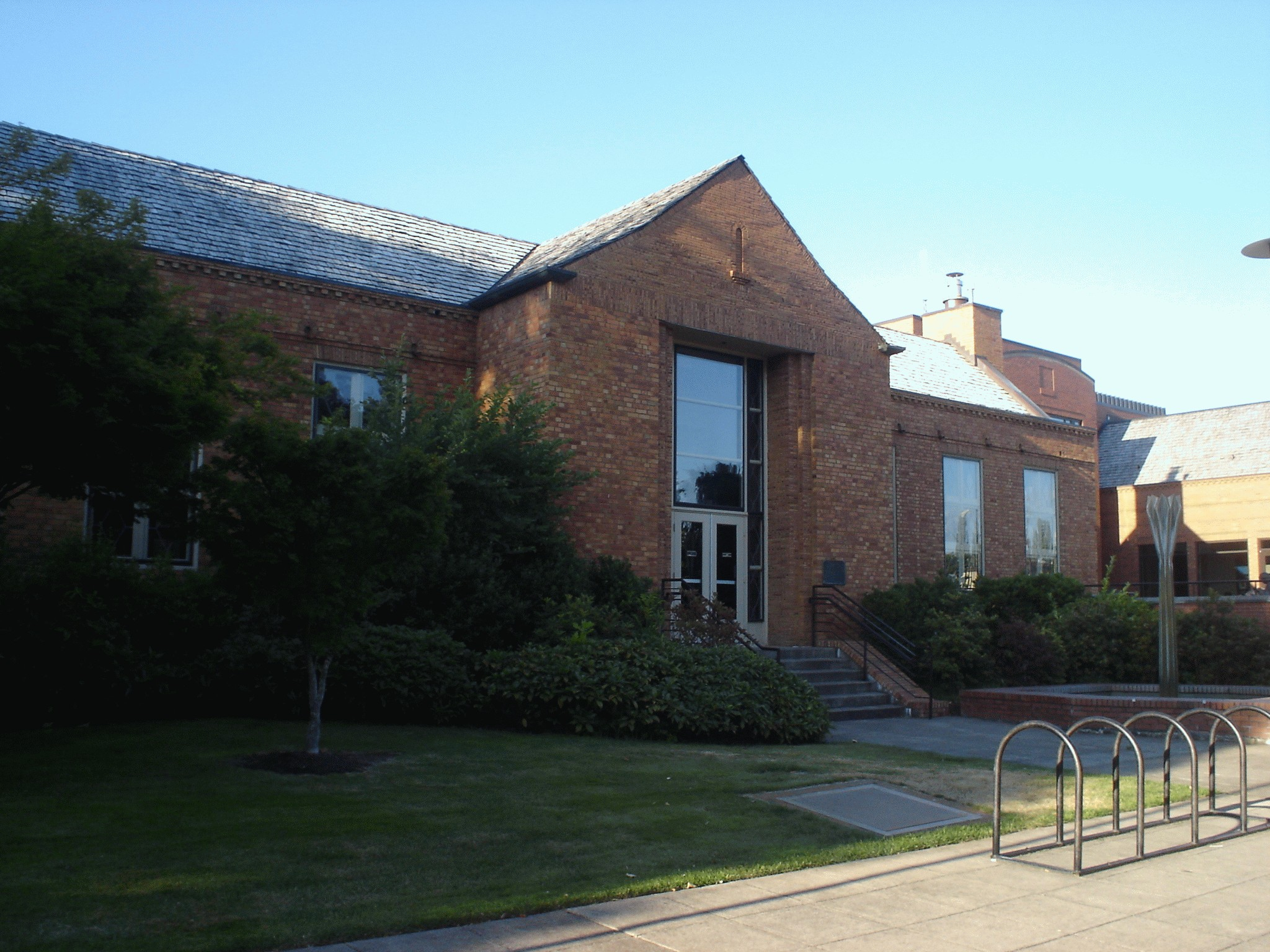
A könyvtár épülete

- Benton megyei Törvényszék[40]
- Az Audubon Társaság Hesthavn Természeti Központja[41]
- McDonald–Dunn Állami Erdő[42]
- Peavy Arborétum[43]
- Corvallisi és Benton megyei Közkönyvtár[44]
- Corvallisi Termelői Piac[45]

### Művészeti galériák
- The Arts Center[46]
- Giustina és Murdock galériák[47]
- Fairbanks Galéria[48]

## Sport
Az Oregoni Állami Egyetem székhelyeként Corvallis a Pac-12 Conference keretein belül szerveződő felsőoktatási első osztály egyetemi csapatainak otthona. Itt működik a nyaranta az egyetemi Goss Stadionban játszó Corvallis Knights kosárlabdacsapat; ők a Nyugati Parti Ligában játszanak, ahol a Washington és Oregon államból, illetve a kanadai Brit Columbia tartományból érkező egyletek mérkőznek meg.

## Média
A médiapiacot tekintve Corvallis az eugene-i piachoz tartozik. Helyben három újságot adnak ki rendszeresen, ezek a következők:
- Corvallis Gazette-Times (napilap)[49]
- The Corvallis Advocate (ingyenes alternatív hetilap)[50]
- The Daily Barometer (az Oregoni Állami Egyetem lapja)[51]

## Infrastruktúra

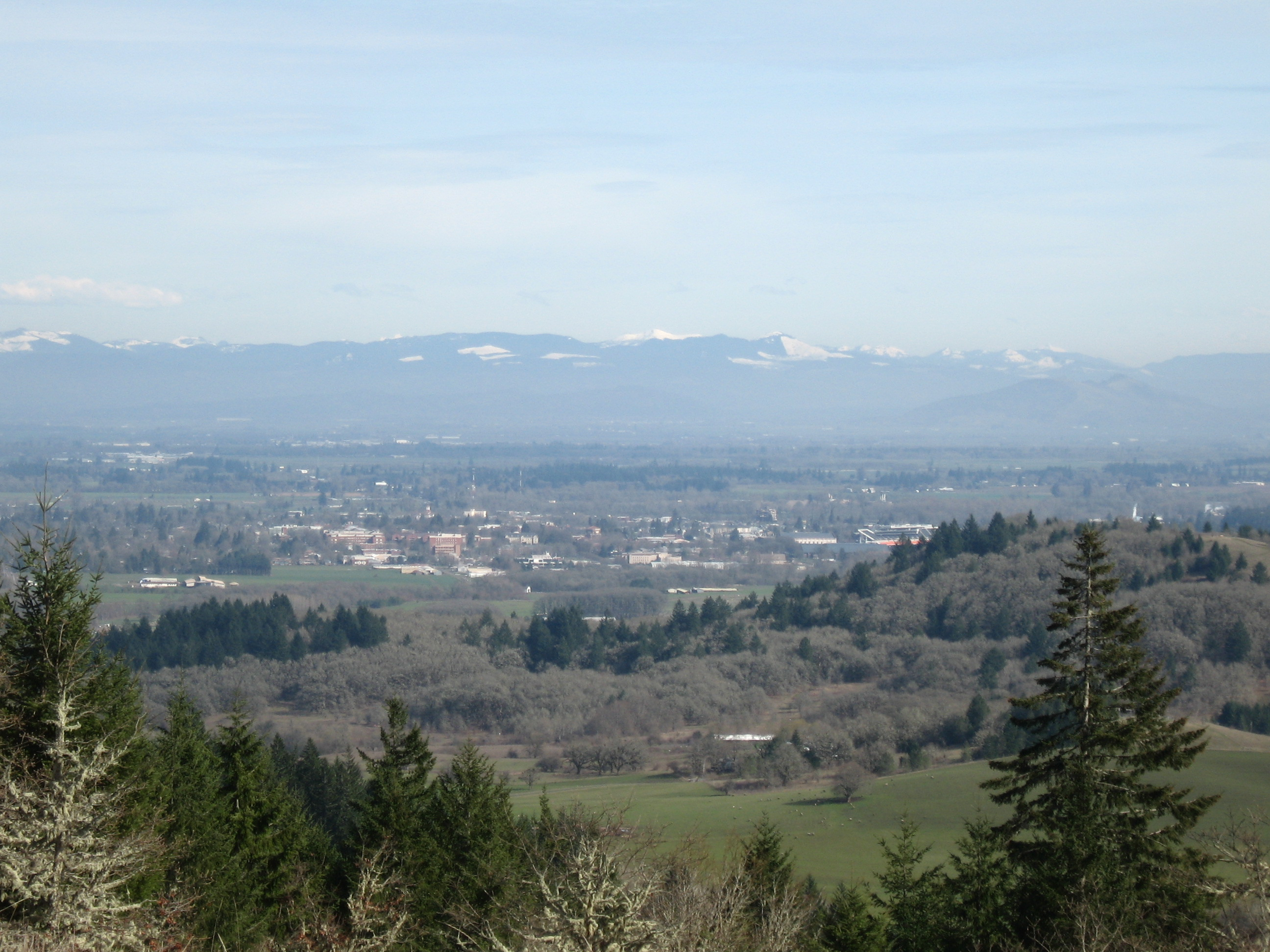
Az egyetem és a Cascade-hegylánc a Fitton Green Természetvédelmi Terület felől

### Oktatás
Helyi szinten már a kezdetektől folyik oktatás: az első iskola 1848-ban épült, és 1850-ben használatba is vették.
A helyi felmérések alapján az oregoni városok között Corvallisban a legmagasabb az iskolázottsági arány.
A városi közoktatási intézmények a Corvallisi Iskolakerület alá tartoznak. Itt található az Oregoni Állami Egyetem, valamint a Linn–Benton Közösségi Főiskola Benton kampusza is.

### Közlekedés

#### Autóbusz
A belvárosban egy helyen megálló járatokat a Greyhound Lines működteti (megállóazonosító: CVI).
A helyi hálózat fenntartója a Corvallis Transit System (CTS). 2011 januárjában a városi tanács szolidaritási adót vetett ki a vízdíjakra, így a helyi közösségi közlekedés ingyenes lehet. A vállalat nyolc, hétfőtől szombatig járó nappali vonalat üzemeltet, amelyek a Downtown Transit Centernél találkoznak. A hétközbeni csúcsidőszakban, illetve szombat délelőttökön és délutánokon további járatok állnak rendelkezésre. Az egyetemi tanítási időszakban csütörtöktől szombatig igénybe vehető a „Night Owl” éjszakai busz is.
A belvárosi pályaudvaron két további helyközi busz (Linn–Benton körjárat Albany felé, illetve a Philomath Connection) is megáll.
2010 és 2011 között 37,87%-kal nőtt a helyi buszok utasforgalma, ez egyrészt az ingyenessé tételnek, másrészről pedig az üzemanyagra kivetett plusz költségeknek köszönhető; így akarják az embereket minél inkább a tömegközlekedés használatára ösztönözni. Tim Bates adatai alapján a CTS és a Philomath Connection járatain a 2010. július 1-től 2011. június 30-ig tartó 2011-es üzleti évben 3 621 387-en utaztak, a vonalakon futó járművek pedig több, mint 324 209 liter üzemanyagot használtak fel; ez azt jelenti, hogy minden utasra körülbelü 160 liter gázolaj jut.

#### Kerékpár
A várost 2011-ben az Amerikai Kerékpárosliga kerékpáros-barátságát tekintve arany fokozatúra értékelte. A Népszámlálási Hivatal 2008 és 2012 közötti felmérései alapján a dolgozók 11,2%-a biciklivel jut el munkahelyére. A 20 ezer főnél kisebb települések között a kerékpárral munkába járók arányát tekintve Corvallis a harmadik; a második helyezett a floridai Key West (17,4%), a listavezető pedig a kaliforniai Davis (18,6%).

#### Légi közlekedés
A Corvallisi városi repülőtér üzleti- és magán kisgépeket szolgál ki. Menetrend szerinti közlekedés az 56 km-re lévő eugene-i, illetve a 153 km-re elhelyezkedő portlandi reptéren van.

### Közszolgáltatások

#### Víz
A település vízhálózata két víztisztítóból, kilenc a tisztított és egy, a tisztítatlan víz raktározására szolgáló tárolóból és 340 kilométernyi vezetékből áll. A rendszer naponta 72 ezer köbméter vízzel képes ellátni a várost.
A Rock Creek tisztító a Mária-csúcs mellett található, 40 km² területű Rock Creek vízgyűjtőből származó vizet dolgozza fel. Mindhárom vízforrás a Marys-folyó felszíni ágaiból származik. A Rock Creek naponta 26 000 m³ vizet képes feldolgozni, viszont az 51 km hosszú, 51 cm átmérőjű kimenő irányú vezeték ennek csak a felét képes átengedni. A Rock Creek kimenete éves átlagban napi 11 000 köbméter.
A H. D Taylor víztisztító a Willamette-folyó vizét használja. 1949-es megnyitása óta legalább négy alkalommal átépítették. Teljesítményét igény szerint változtatják: naponta 7600 és 60 600 m³ vizet pumpál ki; a teljes elérhető kapacitás 79 000 köbméter.
A víztároló 79 000 köbméter vizet képes tárolni; amikor 90% alá csökken a tárolt mennyiség, a lakosokat takarékosságra ösztönzik, 80% alatt pedig korlátozzák a fogyasztást. A helyi vízvédelmi program részeként a termelőket hatékony öntözőrendszerek kiépítéséhez való tanácsokkal látják el.

#### Megújuló energia
A szövetségi környezetvédelmi ügynökség adatai alapján Corvallis az Egyesült Államokon belül élen jár a zöldenergia felhasználásában: évente több, mint 126 millió kilowattnyi energiát megújuló forrásokból szereznek be, ez a teljes szükséglet 21 százaléka.

#### Tűzoltóság
A városnak hat tűzoltóállomása van; 2012 óta a város tűzoltókapitánya Roy Emery.

#### Parkok és pihenés
A város erdőgazdálkodási érdemeiért elnyerte a Tree City USA címet, valamint területén 47 közpark található.

## Nevezetes személyek
- Barbara Minty – modell
- Ben Masters – színész
- Bernard Malamud – író
- Bob Gilder – profi golfjátékos
- Brad Badger – NFL-játékos
- Brad Bird – animátor, író és rendező
- Bushrod Washington Wilson – telepes, az egykori vasúttársaság vezérigazgatója és megyei hivatalnok
- Carl Wieman – fizikai Nobel-díjas, a Bose–Einstein-kondenzáció előállítója
- Chris Botti – jazz-zenész
- Christopher L. Eisgruber – a Princetoni Egyetem 20. rektora és Rhodes-ösztöndíjas
- Craig Robinson – kosárlabdaedző
- Dan Williams – korábbi MLB-játékos
- Debra Arlyn – énekes-dalszerző
- Dick Fosbury – olimpikon és a magasugrás megreformálója
- Doug Riesenberg – korábbi NFL-támadójátékos
- Edmund Creffield – a Híd Krisztushoz Egyház alapítója
- Edward Allworth – becsületérem-kitüntetett
- Elizabeth Hoffman – színésznő
- Ernest H. Wiegand – kertészeti professzor
- Eyvind Kang – zenész és dalszerző
- Gordon Gilkey – művész és oktató
- Harold Reynolds – MLB-játékos és -kommentátor
- James Cassidy – az Information Society együttes tagja
- Jami Tobey – kortárs festő
- Jane Lubchenco – tengerbiológus, 2009-ben a Nemzeti Éghajlati Adatközpont (NOAA) elnökjelöltje
- Jason Reed – színész, zenész
- Jon Krakauer – író
- Jordan Smotherman – hokijátékos
- Joseph C. Avery – a település alapítója
- Kevin Boss – NFL-játékos
- Kevin Gregg – MLB-játékos
- Les Gutches – olimpikon
- Linus Pauling – kémiai- és béke Nobel-díjas
- Mario Pastega – üzletember
- Meredith Brooks – énekes, dalszerző és producer
- Mike Riley – futballedző
- Mike Zandofsky – korábbi NFL-játékos
- Nick Hundley – MLB-játékos
- Paul Kocher – titkosítási szakértő
- Ralph Miller – kosárlabdaedző
- Randy Couture – küzdősportoló
- Rebecca Morris – újságíró
- Robb Thomas – korábbi NFL-játékos
- Robert Cheeke – testépítő és vegetáriánus aktivista
- Wayne Krantz – gitáros

## Testvérvárosok
Corvallis két településsel áll partnerségben:
- Gondar, Etiópia
- Ungvár, Ukrajna

## Fordítás
Ez a szócikk részben vagy egészben  a   Corvallis, Oregon című angol Wikipédia-szócikk ezen változatának fordításán alapul.  Az eredeti cikk szerkesztőit annak laptörténete sorolja fel. Ez a jelzés csupán a megfogalmazás eredetét és a szerzői jogokat jelzi, nem szolgál a cikkben szereplő információk forrásmegjelöléseként.